# Eumops bonariensis
El murciélago de sombrerete menudo (Eumops bonariensis), también denominado murciélago mastín enano, moloso orejiancho o murciélago de orejas anchas, es una especie que habita en Sudamérica y América Central.

## Identificación
Es un murciélago de tamaño medio y uno de los menores de su género (Eumops). La segunda mitad de su cola vertebral está libre y no se incluye en el uropatagio.
Su pelaje es castaño oscuro en el dorso, la base de los pelos es blancuzca y su vientre es de color más claro.
Tiene abundante pelo en el dorso del antebrazo, no así en la parte inferior.
Su rostro se parece al de un perro mastín.
Posee orejas anchas, apantalladas y están unidas en el centro de la cabeza por una membrana y presentan una quilla bien desarrollada.

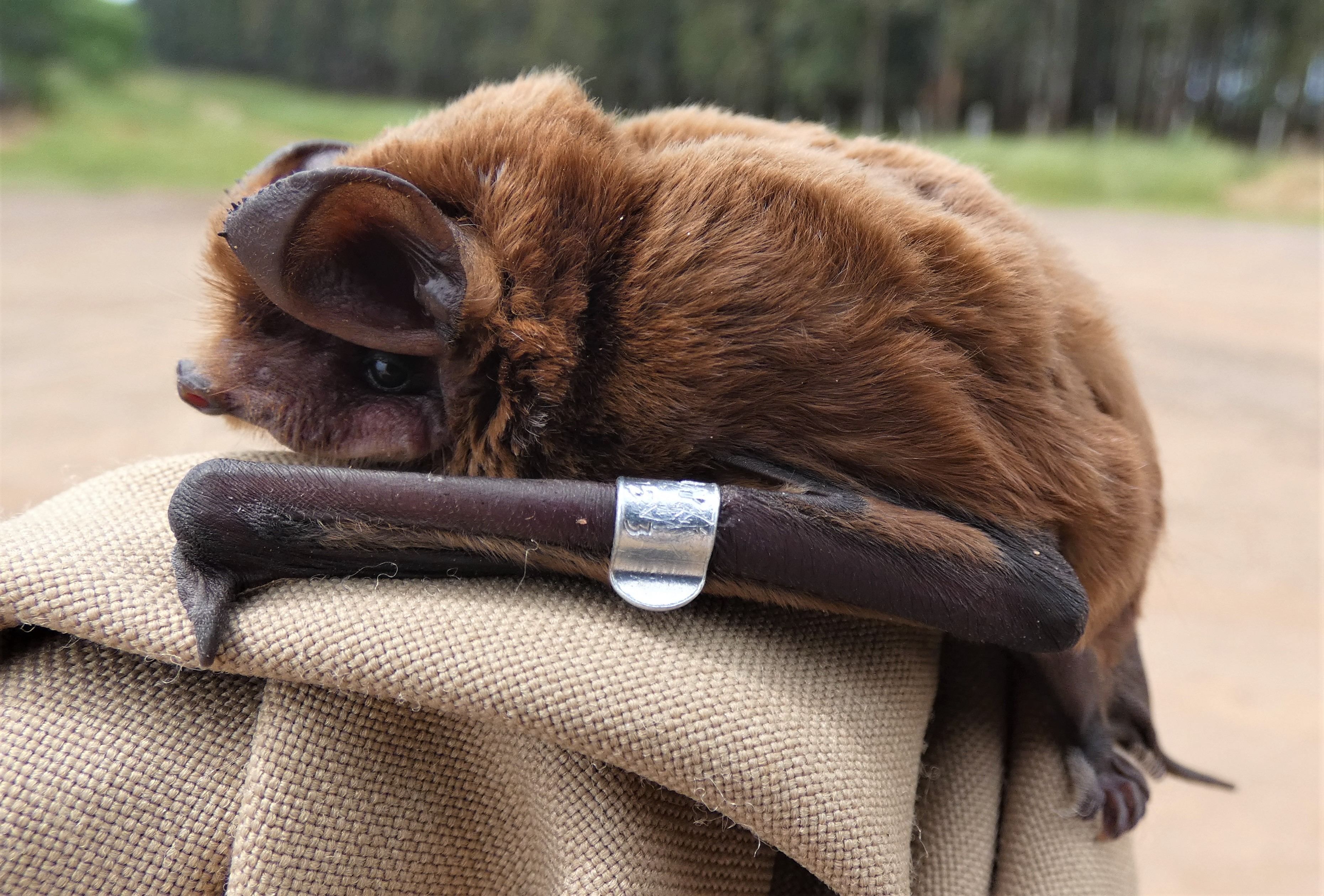
Eumops bonariensis, Uruguay, 2019. Imagen cedida por el Museo de Historia Natural del Uruguay.
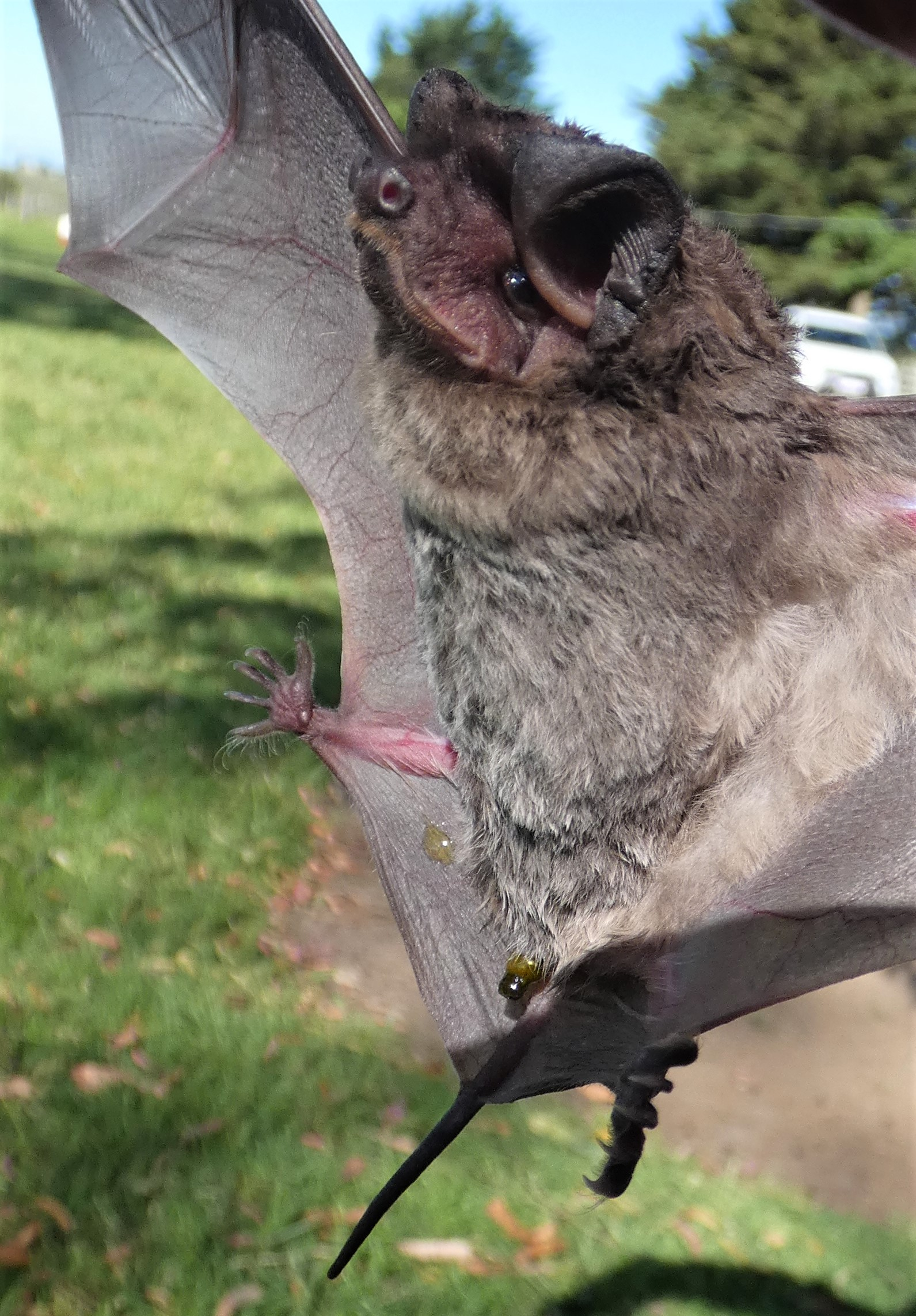
Ejemplar de Eumops bonariensis, Uruguay, 2019. Imagen cedida por el Museo de Historia Natural del Uruguay.

## Hábitat
Vuela en áreas abiertas. Se refugia en ciudades en edificaciones aisladas, o en bosques.

## Distribución

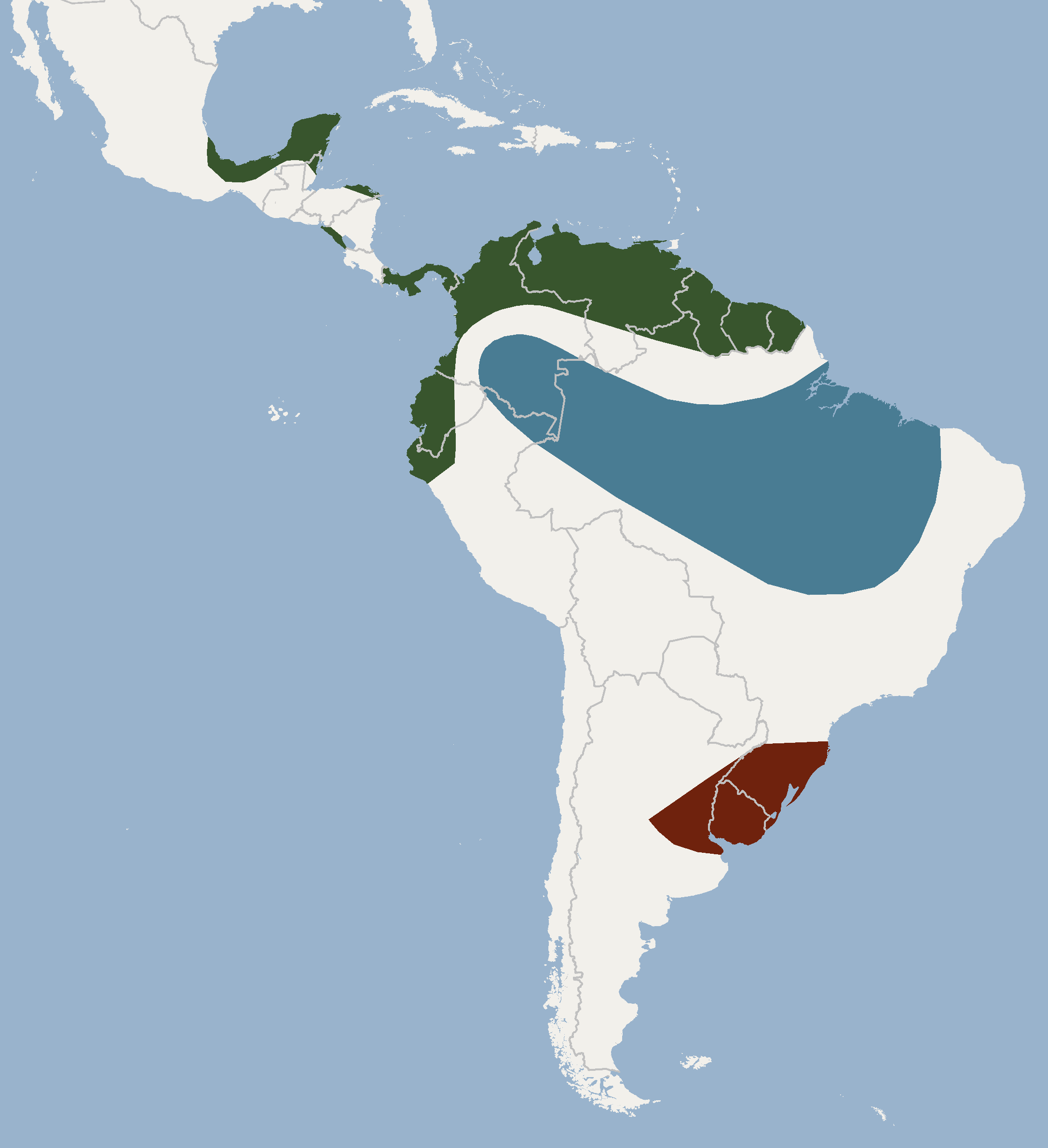
Distribución del Eumops bonariensis

Es posible encontrar esta especie desde el sur de México (Veracruz) hasta el Noroeste de Perú, Este de Bolivia, Norte de Argentina, Nordeste y extremo Sur de Brasil, Uruguay (en todo el país) y a una latitud comparable en Argentina.

## Ecoetología
Se alimenta de insectos, principalmente polillas y escarabajos. Pare una única cría. Vive en colonias de entre una decena y una veintena de individuos que pueden encontrarse en huecos de árboles, cuevas o grietas. También en ambientes modificados por el ser humano como edificios, puentes o construcciones abandonadas. Es común que comparta refugio con otras especies, por lo que se le ha encontrado en nidos de espinero (Anumbius annunbi).